# .sm
Pour les articles homonymes, voir SM.
.sm est le domaine de premier niveau national (country code top level domain : ccTLD) réservé à Saint-Marin.